# 牧马河 (汉水)
牧马河，是中国长江流域汉水水系的一条河流，汇入汉水上游右岸。河长128千米，流域面积2782平方千米，多年平均流量45立方米每秒。自然落差1613米。水能理论蕴藏量9万千瓦。